# دفترچه خاطرات یک بی‌عرضه: دیگه ذله شدم
دفترچه خاطرات یک بی عرضه: دیگه ذله شدم (به انگلیسی: Diary of a Wimpy Kid: The Last Straw) کتابی به گونهٔ ادبیات داستانی در سبک طنز و به صورت دفترچه خاطرات نوشته و به تصویر کشیده شده توسط جف کینی است. این کتاب، سومین کتاب از مجموعهٔ شش جلدی "دفترچه خاطرات یک بی‌عرضه" است. دیگه ذله شدم، به صورت ۲۱۷ صفحهٔ چاپی در ۱۳ ژانویه ۲۰۰۹ توسط انتشارات آمولت به چاپ رسید و ترجمه فارسی آن نیز توسط انتشارات متعددی چاپ شد .